# ناتاسا گورنیکا
ناتاسا گورنیکا (انگلیسی: Natasza Górnicka؛ زادهٔ ۱۶ ژوئیهٔ ۱۹۸۹) بازیکن فوتبال اهل لهستان است.
وی همچنین در تیم ملی فوتبال زنان لهستان بازی کرده‌است.